# Skip Beat!
Skip Beat! (jap. スキップ・ビート! sukippu bīto!) ist eine Manga-Serie der Zeichnerin Yoshiki Nakamura. Sie lässt sich dem Genre Shōjo, für Mädchen, zuordnen.

## Inhalt
Kyōko Mogami hat gerade die Mittelschule beendet und lebt bei der Familie ihres Sandkastenfreundes Shōtarō Fuwa, da ihre Mutter sich nie um sie gekümmert hat. Auf Wunsch Shotaros (oder kurz Sho) brennt sie mit ihm durch nach Tokyo. Sie unterstützt Shōtarō bei dem Versuch, zu einem Pop-Star aufzusteigen. Sie nimmt gleichzeitig drei Jobs an, um Shōtarō und sich selbst ein Leben in einem Luxusappartement zu ermöglichen. Shōtarō würdigt ihre Unterstützung und Hingabe jedoch nicht und erwidert ihre Zuneigung mit Ignoranz und Eitelkeit. Als Kyōko selbst mit anhören muss, wie sich Shōtarō in ihrer Abwesenheit über sie als Dienerin äußert, bemerkt sie, dass er sie nur ausgenutzt hat. Schwer enttäuscht und getrieben von Rachegelüsten versucht sie, bei der mit Shōtarōs Künstleragentur konkurrierenden Agentur eine eigene Karriere zu starten.
Der Einstieg in das Showgeschäft fällt Kyōko jedoch schwer, da sie keinerlei Ausbildung zum Schauspiel besitzt. Nach mehreren Anläufen schafft sie es zu einem Casting, wird dort jedoch abgelehnt. Sie besitze „das Gefühl, geliebt werden zu wollen“ und „das Gefühl, lieben zu wollen“ nicht – eine essentielle Eigenschaft für Künstler gegenüber ihren Fans. Doch ihre unnachgiebige Art inspiriert den Schauspieler und Vorsitzenden der Agentur und bringt ihn auf die Idee, die „Love Me Section“ zu gründen. In dieser sollen versteckte Talente sich durch besonderen Einsatz die Aufnahme in der Agentur erkämpfen können. Als zunächst erstes und einziges Mitglied dieser Gruppe muss sie andere Stars bei ihren Auftritten mit allen Mitteln unterstützen. In der Agentur lernt Kyōko den populären Schauspieler Ren Tsuruga kennen, der in Konkurrenz Shōtarō steht und ihr nahelegt, dass ihre Rachegefühle ihr nur schaden.
Doch Kyoko hört nicht auf, an ihren Plänen festzuhalten und versucht weiterhin Shōtarō zu schlagen. Entsprechend ist sie mit Herz und Seele bei ihrer Arbeit, wo sie sich mit Kotonami Kanae anfreundet, die auch in die „Love me Section“ geleitet wurde, von Kyoko kurz als Moko-san angesprochen wird. Auch wenn Kanae am Anfang Kyōko nicht ausstehen kann, wächst die quirlige 16-Jährige ihr schließlich ans Herz. Auch ihr Verhältnis zu Ren verbessert sich mit der Zeit. Aus der anfänglichen Antipathie entwickelt sich allmählich Zuneigung. Dabei spielt Kyoko's Engagement als kurzfristiger Ersatz für Rens Manager Yashiro eine Rolle – als Ren während dieser Zeit krank wird, kümmert Kyōko sich gewissenhaft um ihren Mentor. Außerdem entdeckt Ren, dass er Kyoko bereits in seiner Jugend, als er noch seinen wahren Namen „Kuon“ trug, begegnet ist. Doch da er Name und Aussehen verändert hat, weiß Kyoko nichts davon, dass der ihr als „Corn“ in Erinnerung gebliebene Junge ihr Senpai Ren ist. Ren wird zunehmend klar, dass er zum ersten Mal in seinem Leben verliebt ist – in Kyōko. Auch Kyoko fängt an, Ren als Mensch und Schauspieler zu bewundern, und beginnt mehr als nur Respekt für ihn zu empfinden. Doch aufgrund ihrer bitteren Erfahrungen verbietet sich Kyoko jegliche Gedanken, die über Berufliches hinausgehen. Yashiro versucht immer wieder, Ren zu überreden, Kyōko die Wahrheit über seine Gefühle zu sagen, doch seine Worte werden ignoriert. Denn Ren ist aufgrund seiner Vergangenheit überzeugt, kein Glück zu verdienen.
Ihrem grandiosen Schauspiel in einem sehr erfolgreichen Musikvideo ihres Erzfeinds Shōtarō Fuwa hat Kyōko es zu verdanken, dass sie die Hauptrolle des Antagonisten in einem mehrteiligen Drama bekommt, bei dem Ren die männliche Hauptrolle spielt. Kyōko kann sich dabei durch ihre Rolle als Mio – der bösartigen und teuflischen Cousine der weiblichen Hauptrolle, die ihre Schwester regelrecht foltert – einen hervorragenden Ruf als Schauspielerin von bösen Charakteren erarbeiten. Bald ist Shōtarō das gute Verhältnis von Kyōko zu Ren ein Dorn im Auge. Er sieht schließlich Kyōko noch immer als sein Eigentum. So legt er sich bei jeder Gelegenheit mit Ren an und versucht Kyoko zu demütigen, um ihr zu zeigen, dass sie noch immer ihm gehöre. Rens Verhältnis zu Shōtarō ist mehr als schlecht. Die Tatsache, dass der erfolgreiche Sänger Kyōkos erste große Liebe war und nebenbei ihr das Herz gebrochen hat, ist für ihn dabei ausschlaggebend.
In dem Sänger Reino der populären Band Vie Ghoul erscheint jedoch ein weiterer Konkurrent, der nur ein Ziel kennt: Shōtarō aus Spaß alles zu nehmen, was ihm gehört. So hat es der Mädchenschwarm auch auf Kyōko abgesehen, da er ihre dämonische Aura als anziehend empfindet. Ihm gelingt es, sie überall aufzuspüren, und er wird damit zu ihrem Stalker. Nach einer versuchten Vergewaltigung an Kyōko, die durch Shōtarōs Auftauchen verhindert wird, ändert er seine Pläne. Von nun an will er Kyōkos Pläne für ihre Zukunft zunichtemachen und erklärt allen Anwesenden, dass er ab jetzt ihr das Leben zur Hölle machen werde, damit Kyōko denselben Hass ihm gegenüber empfinden könne wie gegenüber Shōtarō. Damit werde sie von morgens bis abends an ihn denken, da Hass alle anderen Gefühle in den Schatten stelle. Jedoch ändert er alsbald erneut seine Pläne, als er auf Ren trifft. Reino erkennt Ren's dunkle Vergangenheit und ergreift die Flucht. Zuvor warnt er Kyōko noch, dass Ren übernatürlich böse sei und sie sich von ihm fernhalten solle, was Kyōko nicht ernst nimmt.
Anschließend bekommt Kyoko von ihrem Chef Takarada den Auftrag, den internationalen Star und Schauspieler Kuu Hizuri zu betreuen. Kuu ist Rens/Kuons Vater, was jedoch außer Takarada, Vater und Sohn niemand weiß, da das Geheimnis um das Alter Ego Ren Tsuruga gut gehütet ist. Die fiktive Person hat Kuon die Möglichkeit gegeben ein neues Leben zu beginnen, weshalb er auch den Kontakt zu seinen Eltern meidet. Kuu hat den Auftrag, Ren aus der Defensive zu locken, indem er Kyoko unfreundlich behandelt und sie in die Verzweiflung treibt. Doch Kyoko gibt Kuu überraschend Kontra und er nimmt sich schließlich als Mentor ihrer an. Nachdem sie Kuu von ihren schauspielerischen Problemen mit schwierigen Rollen erzählt, gibt ihr Kuu als Aufgabe, seinen Sohn darzustellen. Kyoko meistert die Rolle, in dem sie sich Corn aus ihrer Kindheit als Vorbild nimmt, unwissend, dass Corn tatsächlich der Sohn von Kuu ist. Kuu ist begeistert und es entwickelt sich zwischen den beiden eine Art Vater-Kind-Beziehung. Der Plan, Ren aus der Reserve zu locken, gelingt, wenn auch anders als vorhergesehen. Er sieht Kyoko als „Corn“ und befürchtet, dass sie von seiner Vergangenheit erfahren hat. Es kommt schließlich zur Aussöhnung zwischen Kuu und Kuon.
Zu Weihnachten veranstaltet Kyōko zusammen mit Maria, der Enkelin des Leiters der Agentur, eine Thank-You-Party. Es wird eine imposante und wundervolle Feier, zu der natürlich auch Ren eingeladen ist. An Mitternacht überreicht er Kyōko als Geburtstagsgeschenk eine rote Rose, wobei deutlich wird, dass Ren ihren Geburtstag recherchiert hatte, da sie diesen bisher vor allen verschwiegen hatte. Als sie davon sichtlich gerührt nach Hause kehrt, fällt aus der Blume ein rosa Diamant, den sie, nach einem Märchen, das ihr Ren über die Rose erzählt hatte, Princess Rosa nennt. Aus ihm fertigt sie sich eine Kette an, die sie seitdem als Symbol um ihren Hals trägt.
Vor Valentinstag erhält sie erneut Besuch von Reino. Er erpresst Kyoko und zwingt sie somit, ihm Valentinsschokolade zu machen, wovon Sho zufällig Wind bekommt. Sho vermutet daher, dass Kyoko und Reino ein Verhältnis haben und sich zusammengeschlossen haben, um ihn zu quälen. Am Tag vor Valentinstag taucht Sho unerwarteterweise vor der Schokoladenübergabe auf und hält Kyoko vor, wie tief sie gesunken sei, nur um ihn auszulöschen. Dabei hört er ihr nicht zu, als sie versucht, es zu erklären, und wirft die Schokolade weg, direkt vor Reinos Füße. Diesen amüsiert Shos Tobsucht und er lässt Sho in seinem Glauben, dass Kyoko und er ein Paar seien. Sho verschwindet wutschnaubend (vor Eifersucht). Reino zieht sich mit der zertrümmerten Schokolade letztendlich zurück, unter Kyokos Androhung, Ren wieder auf ihn anzusetzen.
Um sich für sein schlechtes Benehmen zu entschuldigen und im Glauben, Kyoko ansonsten komplett zu verlieren, taucht Shotaro am nächsten Tag am Set von Kyokos Drama auf, mit einem gigantischen Strauß Blumen, sehr zum Ärgernis von Ren. Nachdem Kyoko ihrem Rivalen endlich alles erklären konnte, ist Sho jedoch mehr als erleichtert und schlägt eine neue Taktik ein, um sicherzustellen, dass er ihre Gedanken beherrscht. Er stiehlt ihr ihren ersten Kuss und macht sich zufrieden aus dem Staub. Doch Ren tröstet Kyoko und muntert sie wieder auf, sodass Shos Plan nicht aufgeht.
Nachdem eine dritte Person zur Love-me Sektion dazugekommen ist, bekommen die drei Aufträge von Takarada. Die von Kyoko beinhaltet, einen Schauspieler namens Cain Heel zu betreuen. Cain Heel entpuppt sich aber als Yakuza spielender Ren Tsuruga, der aus PR-Gründen insgeheim ein (weiteres) Alter Ego angenommen hat. Kyoko wird zu einer unterstützenden Rolle – Cains Schwester Setsuka (genannt Setsu) und lebt zur Tarnung mit Cain zusammen. Cains Auftrag ist es, in einem Thriller namens „Tragic Maker“ den Mörder zu spielen und dabei aber als Ren Tsuruga unentdeckt zu bleiben. Doch in der Rolle stößt Ren immer wieder auf Erinnerungen seines früheren Lebens und droht die Kontrolle über sich zu verlieren. Kyoko gelingt es nach anfänglichen Schwierigkeiten immer besser, die Rolle der anhänglichen Schwester zu spielen, und ist dabei für Ren die einzige Stütze in seiner Krisensituation.
Der Leser erfährt endlich von Kuons Vergangenheit, der ursprünglich in den USA als Mischlingskind aufgewachsen ist. Unter ständigem Rassismus, Mobbing und dem Druck als Schauspieler mit berühmtem Vater leidend, brach der zurückhaltende junge Kuon letztendlich zusammen und versuchte seine Widersacher zu Tode zu prügeln. Als sein einziger Freund ihn davon abzuhalten versuchte, starb dieser bei einem Unfall. Der von Schuldgefühlen, Selbsthass und Suizidgedanken geplagte Kuon flüchtete daraufhin nach Japan und versuchte als Ren Tsuruga ein neues Leben zu beginnen.
Aufgrund ihrer Rollen als vernarrte Geschwister und Rens mangelnder Kontrolle über sich selbst kommen Kyoko und Ren sich immer näher. Als Ren dann davon erfährt, dass Kyoko Sho gegenüber behauptete, Ren nur wegen seiner Genialität und Freundlichkeit als Mentor auszunutzen, um als Schauspielerin zu wachsen, verliert er die Beherrschung. Voller Enttäuschung und Eifersucht geht er auf sie los. Doch Kyoko schafft es als Setsu, ihm Einblick in ihre Gefühlswelt zu geben und es kommt zu einem für beide unerwartet erotischen Kontakt. Schließlich muss sich Kyoko eingestehen, dass sie trotz ihrer Angst vor der Liebe und heftigstem Widerstreben in Ren verliebt ist. Als Takarada davon Wind bekommt, hilft er ihr, ihre Gefühle zu akzeptieren und verspricht ihr, ihr zu helfen.
Bei einem abschließenden Dreh von „Tragic Maker“ in Guam reist Kyoko Ren hinterher, nachdem sie zum ersten Mal seit Langem Kontakt mit ihrer Mutter aufgenommen hat, um einen Reisepass zu bekommen. Da Kyoko früher ankommt als erwartet, überrascht sie Kuon, der aufgrund seines Passes mit seinem echten Namen reisen musste und noch nicht wieder als Ren getarnt ist. Da Kyoko aber im ersten Moment in ihm „Corn“ erkennt, den sie immer schon für eine Fee gehalten hat, nützt Kuon ihren ausgeprägten Hang zum Märchenhaften aus, um seine Identität zu vertuschen. Doch zum ersten Mal haben die beiden ungezwungenen Kontakt miteinander und Kuon erzählt Kyoko sinnbildhaftlich von seinen Problemen. Kyoko wiederum erzählt ihm, wie dankbar sie für ihr schwieriges Leben ist, da sie ohne all die schweren Zeiten nie zu dem Punkt gelangt wäre, an dem sie an diesem Tag ist, und sich als Person und Schauspielerin nie so entwickelt hätte. Während der Zeit miteinander erkennt Kuon so nicht nur, dass Kyoko sowohl für Ren als auch für „Corn“ besondere Gefühle hegt, sondern es gelingt ihm auch endlich, seine eigene Vergangenheit zu akzeptieren.

## Charaktere
- Kyōko Mogami ist die Hauptperson dieser Geschichte. Sie ist 16, später 17 Jahre alt, sehr höflich und fleißig. Sie hat für Sho die Schule abgebrochen. Überhaupt hat sie sich ihr Leben lang immer nur für andere angestrengt, weshalb sie in eine Sinnkrise stürzt, als sie erfährt, dass Sho sie nur als Dienstmagd benutzt hat. Durch Shos mieses Verhalten wird in Kyokos Innerem ein Kästchen geöffnet, aus dem Rachegeister, kleine Rache-Kyokos, hervorkommen, die ab dann immer auftauchen, wenn sie sich gerade ärgert und wann immer der Name „Sho“ fällt. Um Rache an Sho zu üben – an den sie aufgrund seines Status als Star nicht mehr anders herankommt –, versucht sie bei der mit Shos Künstleragentur konkurrierenden Agentur LME einzusteigen. Allerdings hat sie keinerlei Begeisterung oder Interesse für eine bestimmte Richtung im Showbusiness, weshalb der Weg zu LME mit einigen Schwierigkeiten verbunden ist. Nachdem sie ihr Leben lang die Erfahrung gemacht hat, dass es sinnlos ist, jemanden zu lieben, weil man doch nur enttäuscht wird (erst von ihrer Mutter, dann von Sho), fehlt ihr nämlich nach der Meinung des Präsidenten von LME, was einem Künstler nicht fehlen darf: „der Wunsch zu lieben und geliebt zu werden“. Daher gründet der Präsident extra die sogenannte Love-Me-Section, die dazu beitragen soll, dieses wichtige Gefühl wiederzuerlangen. Nachdem Kyoko eine Szene mit Ren Tsuruga spielen muss und dieser durch seine Schauspielkunst imstande ist, Kyokos Reaktionen zu manipulieren, verspürt sie erstmals den Wunsch, eine genauso gute Schauspielerin zu werden. Das Schauspielen wird hernach zu ihrer großen Liebe und hilft ihr, eine neue Kyoko Mogami zu erschaffen, besonders da die Schauspielerei das Erste in ihrem Leben ist, das sie allein für sich selbst erlernt und tut. Die Rache an Sho, die anfangs ihr größtes Ziel ist, rückt dadurch mit der Zeit langsam in den Hintergrund, weil sie eine eigene Identität aufbaut. Auch die Freundschaften und Bekanntschaften, die sie während ihrer Arbeit macht, tragen dazu bei. Kyokos erste richtige Freundin wird Kanae Kotanami, die Kyoko anfangs nicht ausstehen kann, weil sie sie als Konkurrenz ansieht. Doch mit der Zeit erkennt Kanae Kyokos gutes Wesen und sie werden beste Freundinnen. Dies ist besonders für Kyoko wichtig, da sie in ihrer Kindheit von allen Mädchen gemieden wurde, da diese eifersüchtig auf sie waren, weil sie mit Sho zusammengelebt hat. Außerdem wurde sie auch gemobbt, ihre Sachen wurden weggeschmissen etc. Auch Ren Tsuruga wird zu einer immer wichtigeren Person in ihrem Leben. Obgleich sie ihn aufgrund seines boshaften Verhaltens ihr gegenüber anfangs regelrecht hasst, schätzt und bewundert sie ihn bald als erfahreneren Schauspielerkollegen. Als ihre Zusammenarbeit mit ihm immer intensiver wird, muss sie sich mehr als einmal selbst einreden, dass sie keine anderen Gefühle als Respekt für ihn hegt, weil sie fürchtet, dass sie wieder in ihr altes Selbst zurückfallen könnte, wenn sie dieses Gefühl auch nur minimal zuließe. Kyoko hat ein Faible für Märchen und glaubt noch immer an Feen. So besitzt sie einen Stein, der je nach Lichteinfall die Farbe ändern kann, und glaubt, dieser könne durch Magie ihre Traurigkeit verschwinden lassen. Diesen Stein hat sie als Kind von sechs Jahren von einem Jungen bekommen, dem sie im Wald an einem Bach begegnet ist und den sie für einen Feenprinzen gehalten hat. Da der Name des Jungen Koon (Corn) war, nennt sie auch den Stein Koon. Darüber hinaus besitzt sie ein unglaubliches Geschick darin, lebensechte Voodoo-Puppen herzustellen, vor allem von Sho und Ren.

- Ren Tsuruga ist mit seinen 20 Jahren der beliebteste Mann im Showbusiness und ein berühmter Schauspieler. Er gilt im Business als sehr besonnen und freundlich, kann aber extrem streng und unfreundlich werden, wenn es um seine Arbeit geht. Er ist wie Kyoko bei der Agentur LME, verhält sich ihr gegenüber anfangs aber äußerst boshaft, weil er ihr Motiv, aus Rache ins Showbusiness einzusteigen, nicht akzeptieren kann. Dennoch fällt ihm ihr starker Wille und ihre Verbissenheit auf. Kyoko erkennt bald, dass er sein funkelndes Gentleman-Lächeln immer dann aufsetzt, wenn er sehr wütend ist, und dass er meist seine wahre, finstere Seite verhüllt. Als er mitbekommt, dass Kyoko einen Stein besitzt, den sie nach dem Vorbesitzer, der ihn ihr geschenkt hat, Koon (Corn) nennt, erkennt er, dass sie das Mädchen ist, das er aus seiner Kindheit kennt. Da er als Ren Tsuruga (sein Künstlername) allerdings mit seiner Vergangenheit nichts mehr zu tun haben will, verschweigt er ihr, dass er der Junge von damals ist. Im Laufe der Geschichte erfährt man immer mehr über seine Vergangenheit und die Beweggründe, warum er seine wahre Identität unter Verschluss hält. Nachdem er in Kyoko immer häufiger die Charakterzüge erkennt, die sie schon als kleines Mädchen an den Tag gelegt hat, und nachdem sie ihm versichert hat, dass ihre Bestrebungen, Schauspielerin zu werden, nichts mit ihrer Rache zu tun haben, wird Ren immer offener ihr gegenüber und hilft ihr häufig. Nach und nach entwickelt er Gefühle für sie, die er anfangs nicht als solche begreift und eine Zeit lang aufgrund seiner Vergangenheit nicht zulässt. Obwohl er vor seiner Zeit als Ren Tsuruga einige Beziehungen hatte, wird ihm vom Präsidenten auf den Kopf zu gesagt, dass er noch nie richtig geliebt hat, was Ren ziemlich verwirrt. Schließlich muss er erkennen, dass er sich in Kyoko verliebt hat, was einige Probleme mit sich bringt. Jeglichen Annäherungsversuchen von seiner Seite begegnet sie mit einer übermenschlichen Ignoranz, es sei denn, er setzt seine gefährlich-erotische Ausstrahlung ein, die sie völlig verstört. Aus diesem Grund ist er meist gezwungen, solche Aktionen abzubrechen, da er weiß, dass sie für eine Liebesbeziehung noch nicht bereit ist und er selbst aufgrund seiner Vergangenheit glaubt, nicht glücklich sein zu dürfen. Sein „göttliches Lächeln“, wie es Kyoko nennt, das in Wirklichkeit sein verliebtes Lächeln ist, ist tödlich für Kyokos Rachegeister.

- Shō Fuwa ist Kyokos Erzfeind und ein berühmter Sänger aus dem Visual Kei Genre. Er versucht stets ein cooles Image aufrechtzuerhalten. In Wirklichkeit lacht er sich aber über dämliche Fernsehsendungen schlapp und macht dabei absolut keine coole Figur. Außerdem liebt er Karamell-Wackelpudding. Diese Seite an ihm kennt allerdings nur Kyoko. Sein geheimer eigentlicher Name ist Shōtarō, was auch extrem uncool ist, weshalb Kyoko bevorzugt diesen Namen für ihn benutzt. Sho ist mit Kyoko groß geworden, da Kyokos Mutter sie meist bei Shos Eltern in ihrem Ryokan (traditionell japanisches Restaurant/Pension) gelassen hat. Von klein auf ist Kyoko ihm hinterhergelaufen und hat ihn als ihren Prinzen angesehen. Seine Eltern wollten, dass er heiratet und das Ryokan übernimmt, er aber wollte Musiker werden. Er fragt Kyoko, ob sie mit ihm nach Tokio geht, da er sonst ein langweiliges Mauerblümchen heiraten muss, wobei er den Hintergedanken hat, dass sie dann für ihn die Arbeit erledigen kann. Später begreift Kyoko, dass Shos Eltern ihr Techniken beigebracht haben, die die Chefin des Hauses (die Okami des Ryokan) beherrschen muss, und sie somit zu Shos Ehefrau ausgebildet worden ist, er also einer Ehe mit ihr entkommen wollte. Sho hat scheinbar mit ziemlich jeder Frau in seiner Umgebung eine Affäre, obwohl er nie auch nur den Arm um Kyoko gelegt hat, was noch einmal unterstreicht, als wie langweilig und unattraktiv er sie empfunden hat. Erst als sie beim Dreh zu seinem Musikvideo mitarbeitet und er sie in der Rolle eines Engels sieht und erkennt, wie wunderschön sie eigentlich sein kann, und darüber hinaus völlig geschockt ist, wie sehr sich ihr Charakter verändert hat, ändert sich seine Einstellung zu ihr. Dennoch betrachtet er sie weiterhin als sein Eigentum. Als die Gruppe Vie Ghoul Lieder von ihm stiehlt, bringt erst Kyoko ihn wieder zur Vernunft, wenn auch ungewollt. Als Vie Ghouls Sänger Reino, der außersinnliche Kräfte besitzt, Kyoko stalkt und sie nahezu sexuell missbraucht, rettet Sho sie und kümmert sich selbst auf seine Art und Weise um Reino. Auch wenn es zu diesem Zeitpunkt so scheint, als würde er Gefühle für Kyoko entwickeln, und auch immer wieder deutlich wird, dass er schreckliche Wut und Eifersucht verspürt, wenn er Kyoko mit anderen Männern sieht, gelingt es ihm nur, diese Gefühle in Boshaftigkeiten und Besitzanspruch auszudrücken, indem er Kyokos Leben durcheinanderbringt. Er geht sogar so weit, ihr vor den Augen Rens und des gesamten Drehteams den ersten Kuss zu stehlen, nur damit sie ihn noch mehr hasst und nur an ihn denken kann. Gleichzeitig genießt er es, Ren Tsuruga damit eins auszuwischen. Ren ist von Anfang an sein Todfeind, weil er berühmter und bei den Frauen beliebter ist, was Shos Ego nicht ertragen kann. Als er auch noch bemerkt, dass Ren eindeutig Gefühle für Kyoko hegt, geht die Konkurrenz auch in den privaten Bereich über. Obwohl Ren Sho nicht als Konkurrenz im Showbusiness ansieht (er kennt anfangs nicht einmal seinen Namen), weiß er, welche Bedeutung Sho für Kyoko hat und lässt sich zu leicht von Sho verunsichern.

- Kanae Kotonami lernt Kyoko auf dem Casting von LME kennen und feindet sie sofort an, ohne dass Kyoko das verstehen könnte. Schließlich landet sie aber wie Kyoko in der Love-Me-Section, weshalb Kyoko sie als Partnerin ansieht, was Kanae anfangs gar nicht passt. Kyoko ist für sie eine Konkurrentin und für Freundschaft hat sie ohnehin nichts übrig. Nach und nach erkennt sie jedoch, dass sie Kyoko vertraut, und die beiden werden beste Freundinnen. Kanae ist meist ziemlich kühl und weist Kyokos anhänglich kitschige Art meistens ab, obwohl Kyoko ihr sehr wichtig ist. Kyoko nennt sie liebevoll Moko-san (in der deutschen Übersetzung „Miss Menno“). Kanae hat großes schauspielerisches Talent und kann einen Text in Windeseile auswendig lernen, allerdings hat sie genauso eine schlechte Meinung von Liebe wie Kyoko, was der Grund ist, warum sie ebenfalls in die Love-Me-Section kommt. Sie verabscheut alles Spießbürgerliche, weil sie selbst aus ärmlichen Verhältnissen stammt und diesem Milieu entfliehen will. Sie kann auch mit Kindern nicht umgehen, weil sie eine riesige Familie hat und die Kinder ihrer Geschwister sie immer belagern, weshalb sie versucht ihrer Familie aus dem Weg zu gehen, zumal diese sie ohnehin nur um Geld anpumpt.

- Kuon Hizuri ist Ren Tsurugas richtiger Name. Er ist halb Japaner (väterlicherseits), zu einem Viertel Russe und zu einem Viertel Amerikaner (mütterlicherseits). Er ist in den USA groß geworden, hat höchstwahrscheinlich einen amerikanischen Pass und wollte immer Schauspieler werden wie sein Vater. Sein Vater ist der in Japan berühmte und später nach Amerika ausgewanderte Kuu Hizuri. Seine Mutter ist ein berühmtes Model. Mit zehn Jahren lernt er, als er in Japan in Urlaub ist, Kyoko kennen, der er den Stein schenkt, den sie später Koon (Corn) nennt, da sie Kuons Namen aufgrund seines amerikanischen Akzents als Koon (Corn) versteht. Er hat blonde Haare und grüne Augen, liebt die Natur und Tiere und hat ein enormes akrobatisches Geschick, weshalb Kyoko ihn für einen Feenprinzen hält und meint, er könne fliegen (da er so hoch springen kann). Kuon widerspricht ihr nicht, sondern behauptet, seine Flügel würden nur jedes Mal zerfetzt werden, weil sie an den gewaltigen Händen seines Vaters hängen bleiben. Dies ist allegorisch zu verstehen. Kuon hat große Probleme, in den USA eine eigene Karriere aufzubauen. Er hat mit den Anfeindungen von Kollegen zu kämpfen und hört immer wieder den Vorwurf, er würde nur vom Erfolg seines Vaters profitieren. Außerdem wird er als Jugendlicher von anderen als Missgeburt beschimpft und gemobbt. Im Alter von ca. fünfzehn lässt er sich nicht länger beschimpfen, sondern wehrt sich mit Gewalt, was zu einem regelrechten Gewaltrausch wird. Als sein bester Freund Rick ihm eines Abends nacheilt, um ihn davon abzuhalten, weitere Gegner zu verprügeln, wird Rick von einem Auto erfasst und stirbt. Kuon gibt sich selbst die Schuld am Tod seines Freundes und trägt als Erinnerung an seine Schuld stets die stehengebliebene Armbanduhr von Rick. Nach diesem Erlebnis bemerkt Präsident Lory, der mit Kuons Familie befreundet ist, Kuons Zustand und bietet ihm an, in Japan ein neues Leben zu beginnen. Damit lässt Kuon seine Vergangenheit hinter sich, hat keinen Kontakt mehr zu seinen Eltern, damit seine Identität keinesfalls herauskommt, und erschafft eine neue Identität als Ren Tsuruga. Er will erst wieder als Kuon auftreten, wenn er es geschafft hat, aus eigener Kraft in Japan Karriere zu machen und sich auch in den USA als Schauspieler einen Namen zu machen. Die Einzigen, die um seine wahre Identität wissen, sind Präsident Lory und Miss Jelly Woods, die für sein Hairstyling verantwortlich ist. Als Ren Tsuruga hat er die Haare schwarz gefärbt und trägt braune Kontaktlinsen. Auch als Ren Tsuruga leidet er noch unter seinem schlechten Gewissen und glaubt, kein Recht zu haben, glücklich zu sein. Zudem sieht Ren seine Kuon-Seite als etwas Gefährliches an, das er unterdrücken muss. Erst mit Kyokos Hilfe, die ihm durch die Einmischung des Präsidenten zur Seite gestellt wird, lernt er ganz langsam mit dieser Seite umzugehen.

- Yashiro ist Rens Manager und neigt dazu, zum Fangirl zu mutieren, wenn es um Ren und Kyoko geht. Er darf ein Handy nicht mit bloßen Händen anfassen, sondern nur mit Handschuhen, weil es sonst innerhalb von Sekunden kaputt ist. Die Ursache ist bisher nicht erforscht.

- Shoko Aki ist Shos Managerin, mit der er allem Anschein nach auch eine Affäre hat. Sie ist meistens bemüht, Sho keine Informationen zukommen zu lassen, die sich um Kyoko und Ren drehen.

- Präsident Lory Takarada ist der Präsident von LME Productions (Lory’s Majestic Enterprise) und extrem extravagant. Wann immer er irgendwo auftaucht, wird daraus eine riesige Show, ob mit Tänzerinnen, Kamelen, einem Schlitten zu Weihnachten oder sonstigem Tamtam. Er liebt Liebesgeschichten, ob als Videospiel, als Film oder in echt. Daher ist der Valentinstag auch sein Lieblingsfest. Er zieht häufig die Fäden im Hintergrund und ist derjenige gewesen, der es Ren ermöglicht hat, in Japan ein neues Leben zu beginnen.

- Maria Takarada ist die Enkelin des Präsidenten und ein ziemlich düsteres, aber gleichzeitig auf den ersten Blick niedlich wirkendes Mädchen. Sie teilt mit Kyoko das Interesse für Voodoo und findet Ren toll. Sie hat ein Trauma, weil ihre Mutter bei einem Flugzeugabsturz ums Leben gekommen ist. Maria hatte gewollt, dass ihre Mutter für ihren Geburtstag zu ihr fliegt, daher gibt sich Maria die Schuld für ihren Tod und hat anfangs ein schwieriges Verhältnis zu ihrem Vater, der den Tod damals auch zuerst auf Maria geschoben hat. Erst mit Kyokos Hilfe lernt sie langsam, ihrem Vater zu vertrauen und eine Beziehung zu ihm aufzubauen.

- Bou, Kyokos erster richtiger Job, den sie auch weiterhin nebenher ausübt, ist die Rolle als Hahn-Maskottchen der Sendung Bridge Rock, bei der sie ein Ganzkörper-Kostüm trägt. Als Bou freundet sie sich mit Ren an und lernt ihn dabei von einer ganz anderen Seite kennen. Natürlich weiß Ren nicht, dass in dem Hahnenkostüm Kyoko steckt.

- Reino, Sänger der Band Vie Ghoul, ist Kyokos „persönlicher Folterknecht“, wie er es nennt. Er ist ein starkes Medium und erinnert mit seinen weißen Haaren, langen, spitzen Fingernägeln und gothicartiger Kleidung stark an einen Vampir. Er lebt zusammen mit seinen Bandkollegen in einer WG. Aus reiner Langeweile beginnt er die Songs von Sho Fuwa zu stehlen und ihn fertigzumachen. Als Kyoko ihre dunkelste Seite ihm gegenüber zeigt und ihm klarmacht, dass sie der erste Mensch sein muss, bei dem Sho „pure Verzweiflung“ empfinden wird, ändert er sein Ziel. Er hat sich sozusagen „verliebt“ und will Kyokos ganzen puren Hass auf sich spüren, da er der Ansicht ist, Hass wäre stärker als Liebe. So tut er nun alles, um Sho als ihren Erzfeind zu verdrängen.

- Chiori Amamiya spielt mit Kyoko in dem Fernsehdrama Box R. Äußerlich tut sie immer freundlich, aber schreibt ihre wütenden und eifersüchtigen Gedanken in ihr Notizheft. Als Kind war sie schon Schauspielerin, aber da ihre erste Rolle einen so bleibenden Eindruck hinterlassen hat, bekam sie keine anderen Rollen mehr. Daher änderte sie ihren Namen und versucht jetzt erneut als Schauspielerin Fuß zu fassen. Anfangs hasst sie Kyoko und versucht ihr Schaden zuzufügen, weil sie ihr wünscht, genauso wie sie selbst an ihrer ersten großen Rolle zu zerbrechen. Durch Kyokos Schauspiel muss sie aber erkennen, dass sie selbst die Liebe zum Schauspielen verloren hat und diese wiedergewinnen muss. Daraufhin wechselt sie von ihrer Agentur zu LME und tritt freiwillig als dritte Praktikantin der Love-Me-Section bei.

## Veröffentlichungen
In Japan erscheint Skip Beat! seit Februar 2002 in Einzelkapiteln im Manga-Magazin Hana to Yume des Hakusensha-Verlages. Diese Einzelkapitel wurden auch in bisher 51 Sammelbänden veröffentlicht.
Die deutsche Ausgabe erschien von Februar 2003 bis Juni 2012 in Einzelkapiteln im Manga-Magazin Daisuki. Seit Februar 2004 werden von Carlsen Comics Sammelbände veröffentlicht; bisher sind 50 erschienen (Stand: April 2025). Auf Englisch erscheint die Serie bei Viz Media, auf Französisch bei Casterman und auf Russisch bei Comix-ART.

## Anime
Das Studio Hal Film Maker produzierte eine 25 Folgen umfassende Anime-Fernsehserie zum Manga, bei der Kiyoko Sayama Regie führte. Diese wurde ab dem 5. Oktober 2008 auf den Sendern AT-X, TV Aichi, TV Hokkaido, TV Ōsaka, TV Setouchi, TV Tokyo und TVQ Kyushu Broadcasting ausgestrahlt. Die Serie lief mit englischen Untertiteln auf Crunchyroll.

### Synchronisation
| Rolle              | japanischer Sprecher (Seiyū) |
| ------------------ | ---------------------------- |
| Kyōko Mogami       | Marina Inoue                 |
| Shōtarō / Shō Fuwa | Mamoru Miyano                |
| Ren Tsuruga        | Katsuyuki Konishi            |

### Episodenliste
| Episode | Originaltitel                                         | Datum        |
| ------- | ----------------------------------------------------- | ------------ |
| 1       | Soshite Hako wa Ake rare ta (そして箱は開けられた)    | 06. Okt 2008 |
| 2       | Senritsu no Utage (戦慄の宴)                          | 13. Okt 2008 |
| 3       | Kaketeru Kimochi (欠けてる気持ち)                     | 20. Okt 2008 |
| 4       | Saikai no Rabirinsu (再会の迷宮)                      | 27. Okt 2008 |
| 5       | Kiken Chitai (危険地帯)                               | 03. Nov 2008 |
| 6       | Butōkai e no Shōtaijō (舞踏会への招待状)              | 10. Nov 2008 |
| 7       | Purinsesu Kakumei (プリンセス革命)                    | 17. Nov 2008 |
| 8       | Ichirentakushō (一蓮托生)                             | 24. Nov 2008 |
| 9       | Tenshi no Kotodama (天使の言霊)                       | 01. Dez 2008 |
| 10      | Te no Hira no BLUE (てのひらのブルー)                 | 08. Dez 2008 |
| 11      | Arashi no Sugao (嵐の素顔)                            | 15. Dez 2008 |
| 12      | Hiraita Kizuguchi (開いた傷口)                        | 22. Dez 2008 |
| 13      | Batoru Gaaru (バトルガール)                           | 29. Dez 2008 |
| 14      | Himitsu no sutanpu chō (秘密のスタンプ帳)             | 12. Jan 2009 |
| 15      | Jiraigen to issho (地雷原と一緒)                      | 19. Jan 2009 |
| 16      | Kirai X kirai (嫌い×嫌い)                             | 26. Jan 2009 |
| 17      | Unmei no DATE (運命のDATE)                            | 02. Feb 2009 |
| 18      | Tsumi ha tenshi noyouni (罪は天使のように)            | 09. Feb 2009 |
| 19      | Saigo no gishiki (最期の儀式)                         | 16. Feb 2009 |
| 20      | Gatsu no sasoi (月の誘い)                             | 23. Feb 2009 |
| 21      | Shikaku wo motsu mono (資格を持つ者)                  | 02. Mär 2009 |
| 22      | Sekai ga koware ta nichi (世界が壊れた日)             | 09. Mär 2009 |
| 23      | Hikareta Hikigane (ひかれた引き金)                    | 16. Mär 2009 |
| 24      | Sono Contact ha Yurusareru (そのコンタクトは許される) | 23. Mär 2009 |
| 25      | Soshite Tobira ha Akareru (そして扉は開かれる)        | 30. Mär 2009 |

## Realserie
Im Jahr 2011 produzierte Taiwan eine Realserie zum Manga. Die Hauptrollen spielen Ivy Chen, Lee Dong Hae, Choi Si Won und Bianca Bai. Ab dem 18. Dezember 2011 lief die Serie unter dem Namen Extravagant Challenge.